# Sankt Petri Orden
Ordenssällskapet Sankt Petri Orden startades 1843 av borgare i Härnösands stad, som var intresserade av sportfiske. Sällskapet finns endast i Härnösand. Ordenshuset som är centralt beläget var färdigt 1871. Byggnadsminne 1980. Sällskapets syfte är ett angenämt och förädlande sällskapsliv.